# 生存主义

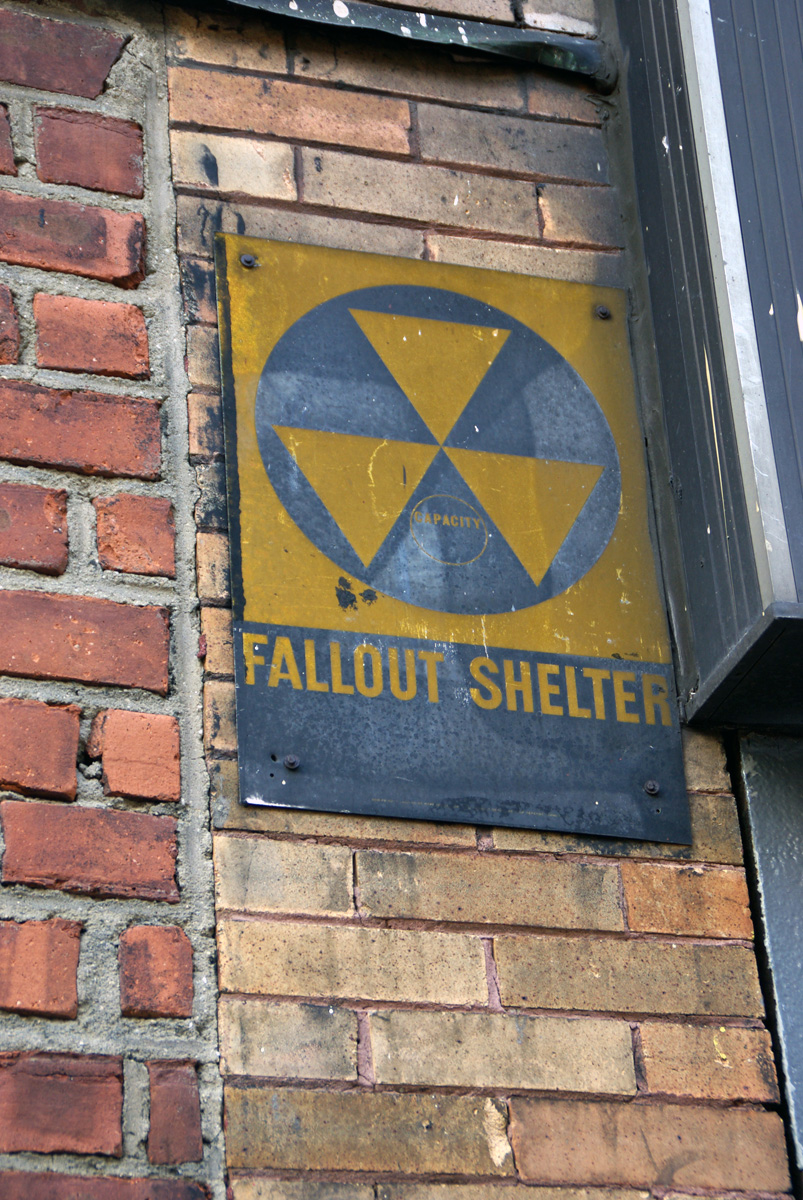
纽约唐人街附近的放射性落尘避难所标志

生存主义（又称：活命主义，也称为 preppers，准备者）是一个单人或团体的运动，他们积极地为区域性或国际性的社会崩溃，自然灾难做准备。生存主义者也为个人的意外困境做准备，如失业或被困于野外。生存主义者主要是通过储备生活物资自用或与他人物物交换，学习在灾难中的生存技能，接受急救医疗及自卫训练，建造生存堡垒或地下避难所之类安全住所，来渡过可能面临的灾难。生存主义者一词的使用可以追溯到1960年代初。

## 常见储备

### 水
- 饮用水：瓶装水
- 次氯酸钠：消毒，净化饮水。
- 明矾：净化饮水时用于去除悬浮物。
- 二氧化氯：消毒，水淨化。

### 食物
- 粮食
- 压缩饼干
- 罐头
- 复合维生素

### 取火
- 打火机，防风火柴，防水火柴。
- 放大镜
- 镁块

### 通讯
- 全波段收音机：收取外界信息，特别是短波波段可以长距离接收信息，可手摇充电为好。
- 对讲机：

### 医疗
- 救生毯：保暖。
- 碘伏：一次性碘伏棉棒。
- 创可贴：
- 酒精棉片：含75%酒精。

### 防卫
- 刀具
- 戰術筆
- 槍枝
- 防狼噴霧（辣椒水）
- 甩棍
- 球棒

### 求生
- 手电筒
- 口哨：用于呼救。
- 荧光棒

### 其他
- 现金：银行卡，手机网络支付可能会被限额或无法使用，准备一些包含小面额及硬通货货币在内的现金。
- 贵金属：金条，知名金币（美国鹰扬金币，加拿大枫叶金币，中国熊猫金币，英国索维林），银，银币（1965 年前发行的 10 美分、25 美分和 50 美分硬币含银90％）。事前购买一些14K（58％金含量）或18K（75％金含量）金的旧首饰，可以在灾难中购买物品而不会引起别人的歹意。
- 安全套：捆绑止血，做弹弓的皮筋，密封防水袋，装水，漂浮气囊。口交安全套不含润滑剂，可适量准备。
- 证件：身份证，护照，房产证，存折，保险单，健保卡，财务记录等凭证的正本或复印件。
- 地图：
- 指南针
- 绳索，伞绳：捆绑物品，制作陷阱。
- 雨具
- 蜡烛
- 线锯
- 鱼钩，鱼线
- 电池，充电器

## 生存主义者术语
- EDC：英文EVERY DAY CARRY 的缩写，指每日携带的物品，一般会包含多功能刀，取火工具，急救用品，手电等。
- PSK：英文 personal survival kit 的缩写。指一个藏有多种逃生工具的小盒子。
- BOB：英文 bug-out-bag 的缩写。这是是指一个能够至少保证三天逃命所需的背包。
- SHTF：英文 shit hit the fan的缩写，即有大麻烦了。
- GHB：Go Home Bag，发生危险时用于回家的装备包。
- BOV：Bug Out Vehicle，发生灾害时用于长距离转移的各种载具，包括但不限于车辆。

## 分类
- 老派生存主义：在自己的堡垒或居所内躲藏规避灾难，囤积生活物资和设备。
- 新派生存主义：以远离灾害地区为手段躲避灾难。
- 丛林生存主义：准备武器和战斗技能，期望在灾难中掠夺他人来维持生存。